# Cantonul Aurillac-3
Cantonul Aurillac-3 este un canton din arondismentul Aurillac, departamentul Cantal, regiunea Auvergne, Franța.